# Mordella brachyura
Mordella brachyura es una especie de coleóptero de la familia Mordellidae. Presenta las siguientes subespecies:
- Mordella brachyura brachyura
- Mordella brachyura obscurata

## Distribución geográfica
Habita en Asia.